# Himno Nacional Argentino
Himno Nacional Argentino is geschreven door Vicente López y Planes en de muziek is gecomponeerd door Blas Parera. Het is het volkslied van Argentinië sinds 1813. Het heeft in de loop van de geschiedenis meerdere namen gekend: Oorspronkelijk heette het Marcha Patriótica (Patriottische mars), daarna Canción Patriótica Nacional (Nationaal Patriottisch Lied) en ook wel Canción Patriótica. De huidige naam heeft het in 1847 gekregen. 

## Tekst
¡Oíd, mortales, el grito sagrado:
Libertad, Libertad, Libertad!
Oíd el ruido de rotas cadenas:
Ved en trono a la noble Igualdad.
¡Ya su trono dignísimo abrieron
Las provincias unidas del Sud!
Y los libres del mundo responden:
¡Al Gran Pueblo Argentino Salud!
Y los libres del mundo responden:
¡Al Gran Pueblo Argentino Salud!
Chorus:
Sean eternos los laureles
Que supimos conseguir.
Coronados de gloria vivamos
O juremos con gloria morir.

## Nederlandstalige vertaling
Stervelingen! Hoor de heilige kreet;
Vrijheid! vrijheid! vrijheid!
Hoor het breken van de kettingen.
Zie de Edele Gelijkheid op haar troon.
De Verenigde Provincies van het Zuiden
hebben haar waardig gekroond.
En de vrije mensen van de wereld antwoorden:
Wij groeten het grote volk van Argentinië!
Refrein:
Laat de lauweren voor eeuwig zijn,
die we wisten te winnen.
Laat ons door glorie gekroond leven
of zweren glorievol te sterven.

## Beluisteren
Onafhankelijke staten: Argentinië · Bolivia · Brazilië · Chili · Colombia · Ecuador · Guyana · Paraguay · Peru · Suriname · Uruguay · Venezuela
Afhankelijke gebieden: Falklandeilanden · Frans-Guyana · Zuid-Georgia en de Zuidelijke Sandwicheilanden